# Улица Октябрьской Революции (Смоленск)
У́лица Октя́брьской Револю́ции (до 1918 года Ильи́нская) — улица в Смоленске, относится к Ленинскому району города.

## Описание улицы
Улица располагается в центральной части города. Она начинается от коренного берега долины Днепра в районе Смоленского государственного университета и длится до улицы Кирова, разделяясь на три участка. Первый из участков проходит по исторической части города до пересечения с улицей Дзержинского, вторая часть располагается после этого пересечения до пересечения с улицей Николаева, третья — между пересечениями с улицей Николаева и Кирова. Практически на всём своём протяжении является либо пешеходной, либо с ограничениями на движение транспорта. Часть улицы Октябрьской Революции во времена Российской империи носила название Ильинской улицы (по названию ныне несуществующей Ильинской церкви).

## Историко-культурные объекты
Памятники и памятные знаки:
- Памятник Фёдору Коню, архитектору Смоленской крепостной стены. Установлен в 1991 году. Располагается рядом с Громовой башней.
- Памятник Михаилу Исаковскому, выдающемуся советскому поэту, уроженцу Смоленщины. Установлен в 2000 году.
- Аллея знаменитых земляков. Располагается вдоль центральной дороги на участке улицы Октябрьской Революции между пересечениями с улицами Дзержинского и Николаева.

Историко-культурные объекты:
- Ул. Октябрьской Революции, д. 1/2. Здание бывшей Смоленской губернской земской управы, построено в XIX веке. В настоящее время здесь расположена Администрация города Смоленска. Памятник истории федерального значения.
- Ул. Октябрьской Революции, д. 4. Жилой дом 1954 года постройки. Памятник истории регионального значения.
- Ул. Октябрьской Революции, д. 5. Здание бывшей гимназии, где учился поэт Михаил Исаковский. После установления Советской власти здесь располагалась школа, где учился поэт Николай Рыленков. В послевоенное время — Дом работников просвещения. Памятник истории регионального значения.
- Ул. Октябрьской Революции, д. 6. Здание Смоленского главпочтамта постройки середины 1950-х годов. Памятник истории регионального значения.
- Ул. Октябрьской Революции, д. 8. Бывший дом губернатора, построен в 1781 году. В настоящее время здесь располагается художественная школа. Памятник истории федерального значения.
- Ул. Октябрьской Революции, д. 20а. Здание постройки начала XX века, ныне Смоленский институт усовершенствования учителей. Памятник истории регионального значения.